# Puríssima Concepció de Sabadell
La Puríssima Concepció és una església parroquial de Sabadell (Vallès Occidental) amb elements eclèctics i historicistes protegida com a Bé Cultural d'Interès Local.
El 1867, el bisbe de Barcelona, Pantaleó Montserrat havia creat la nova parròquia, qui encara no tenia un temple. Es va edificar en els terrenys de l'antic terme de Sant Pere de Terrassa. Les obres foren iniciades el 1879 pel paleta R. Ricart pel cost de 139.569 pessetes, de les quals l'Ajuntament aportà 75.000. Fou beneïda el 31 de juliol de 1885. En el campanar, erigit el 1868, s'hi col·locaren les campanes de Sant Pau de Riu-sec. Hi van col·laborar Camil Fàbregas (escultor) i Antoni Vila Arufat (pintor).

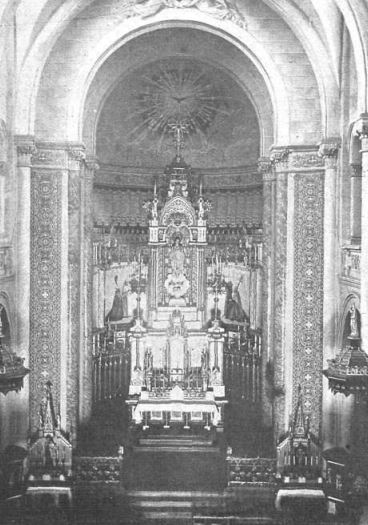
Antic altar al 1904

Església de façana neoromànica formada per una nau de 270 metres quadrats i una alçada de 16,70 metres a la que donen deu capelles. L'arc del presbiteri és de 15 m. Hi ha vuit arcs torals, sis dels quals formen la volta de canó de l'església i dos al presbiteri. El campanar, de planta quadrada, és de senzilla factura neoclàssica, amb cúpula vuitavada de ceràmica.